# 宜家铅笔

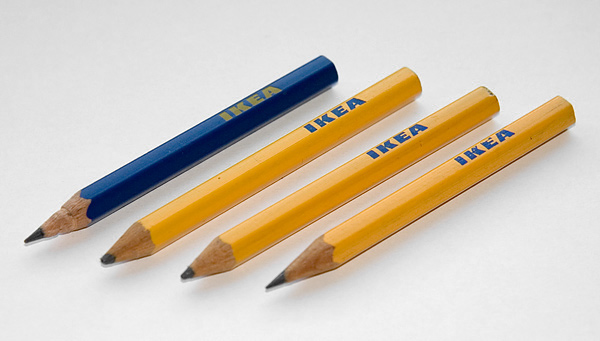
老式宜家铅笔样式

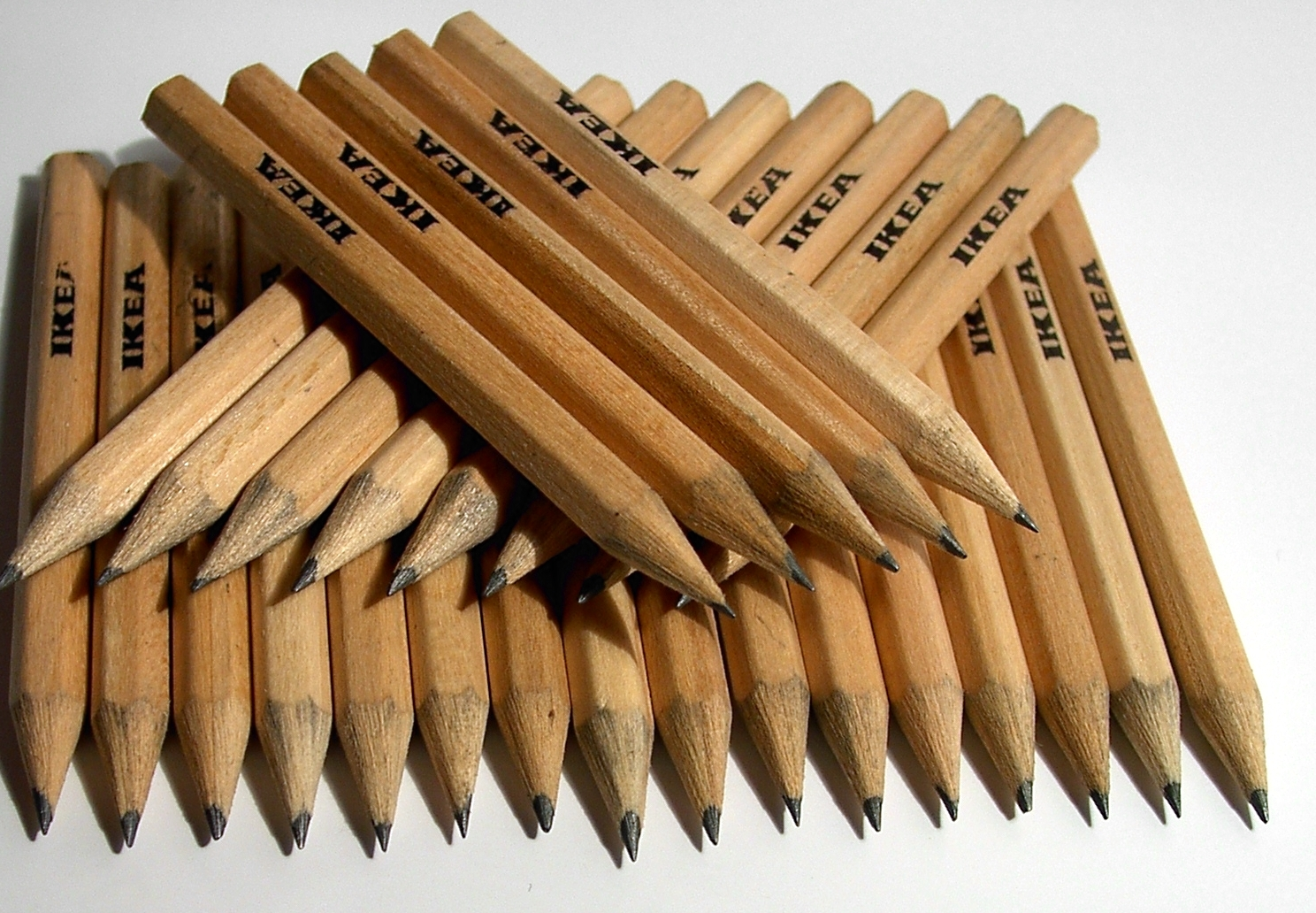
现时正在使用的宜家铅笔样式

宜家铅笔是宜家家居在全球门店为顾客免费提供的小型铅笔。宜家铅笔以多样化的设计而闻名，最早设计为蓝色，后来变为黄色，而如今的宜家铅笔是纯木色。尽管外观颜色有所变化，但尺寸一直为直径 7 毫米，长 78 毫米 。
仅在加拿大门店，宜家家居每年就需要订购 520 万支铅笔。 这些铅笔经常被人带走，在韩国的耗损率尤其高。但宜家家居一名管理人员表示：“我们不太在意铅笔，用完了我们就会放上新的。”
宜家家居并不反对宜家铅笔被使用在其他场合，因此也出现过一些手创或艺术品。例如，荷兰艺术家 Judith Delleman 曾经使用数百支宜家铅笔制作了一把椅子。
在某些国家，将铅笔从宜家家居门店里带走是违法行为。